# Wilburton
Wilburton település az Amerikai Egyesült Államok Oklahoma államában, Latimer megyében, melynek megyeszékhelye is. Lakosainak száma 2285 fő (2020. április 1.).

## Népesség
A település népességének változása:

| 2010 | 2 843 |
| 2020 | 2 285 |